# Список персонажів «Євангеліон»

Персонажі Neon Genesis Evangelion

Це список персонажів аніме-серіалу і манґи «Neon Genesis Evangelion». Дизайн персонажів створений Йошіюкі Садамото, що також брав участь у створенні серіалу і є художником манґи.

## Пілоти Євангеліонів
- Рей Аянамі (яп. 綾波 レイ) – Перше Дитя, пілот Євангеліона-00, однокласниця Шінджі Ікарі. Тиха і флегматична, майже ніколи не показує своїх почуттів. Єдина людина, до якої Рей виявляє видимі емоції — Ґендо Ікарі. Волосся Рей — блакитне, шкіра бліда, колір очей — червоний, з цього можна зробити висновок, що Рей — альбінос. Вважається однією з найтаємничіших і найзагадковіших персонажів у серіалі — її походження не зовсім зрозуміле навіть після перегляду всього серіалу.
Сейю: Хаяшібара Меґумі.
- Аска Ленглі Сор'ю (яп. 惣流・アスカ・ラングレ) – Друге Дитя, пілот Євангеліона-02, однокласниця Шінджі Ікарі. З'явлвється після восьмого епізоду серіалу (манґа: том 4, сцена 20). Запальна і зарозуміла. Холерик. Народилася і жила в Німеччині, по материнській лінії — японка. Прибуває до Японії разом з Євангеліоном-02 у восьмому епізоді серіалу. Бажає у всьому бути першою, не поступаючись нікому.
Сейю: Юко Мірамура.
- Шінджі Ікарі (碇 シンジ) – головний персонаж «Євангеліона», Третє Дитя, пілот Євангеліона-01, учень класу 2-а школи 707 Токіо-3. Сором'язливий і замкнутий підліток, меланхолік, інтроверт. Після смерті матері Юі Ікарі був покинутий батьком. Багато років жив один з опікуном (вчителем або далекими родичами), вчився окремо від інших дітей. Викликаний в Токіо-3 своїм батьком на початку серіалу. Негайно приступає до пілотування Єви. Шінджі важко зближується з людьми, він багато часу проводить наодинці, роздумуючи про своє життя. Основу серіалу складають взаємини між Шінджі Ікарі та іншими персонажами.
Сейю: Меґумі Оґата.
- Тоджі Судзухара (鈴原 トウジ) – Четверте Дитя, пілот Євангеліона-03, однокласник Шінджі. На початку серіалу ненавидить Шінджі, оскільки той під час свого першого бою з Ангелом випадково калічить сестру Тоджі. Потім, як наслідок переживання труднощів разом з Шінджі, Тоджі вибачає Шінджі і вони стають друзями. У другій половині серіалу погоджується стати пілотом Єви за умови переведення сестри до госпіталю при NERV.
Сейю: Секі Томокадзу.
- Каору Наґіса (яп. 渚カヲル) – П'яте Дитя, пілот Євангеліона-02, і в той же час Ангелом «Табріс» (Вільної Волі), з'являється у фінальному епізоді 26. Має пепельний колір волосся та червоне забарвлення радужки очей. Нарівні з Рей найбільш загадкова особа з пілотів, має найвищий рівень синхронізації з Євами. За словами Каору, він народився «під час Другого удару» (в день Другого удару). Був представлений в NERV безпосередньо організацією SEELE. Виявляє тепле відношення до всіх людей, хоч і не розуміє їх. Швидко зумів завоювати довіру Шінджі.
Сейю: Акіра Ішіда.

## Співробітники NERV
- Ґендо Ікарі (яп. 碇 ゲンドウ) – батько Шінджі і голова організації NERV-японія в Токіо-3. Не виявляє ніяких відчуттів до свого сина (але, можливо, він просто не хоче або не уміє їх виявляти), повністю поглинений роботою. Завжди спокійний і зосереджений. Познайомився з Юі Ікарі (майбутньою дружиною) і Кодзо Фуюцукі в університеті Кіото коли навчався там. Дошлюбне прізвище Ґендо — Рокобунґі. Його коханками після смерті дружини спочатку була Наоко Акаґі, а потім її дочка — Ріцко Акаґі. Багато часу проводить з Рей, відноситься до неї трохи тепліше, ніж до інших людей.
Сейю: Фуміхіко Тачікі

- Кодзо Фуюцукі (яп. 冬月 コウゾウ) – заступник головнокомандуючого NERV. Працюючи професором в університеті Кіото познайомився із студентами Юі Ікарі і Ґендо Рокобунґі. Симпатизував Юі і недолюблював Ґендо. У 2003 році завербований Гендо Ікарі для роботи в NERV. Знайомий з Наоко Акаґі. Проявляє себе як мудру, справедливу і спокійну людину, хороший керівник. 
Сейю: Кійокава Мотому

- Місато Кацураґі (яп. 葛城 ミサト) – оперативний командувач NERV, капітан, пізніше — майор. У дитинстві разом зі своїм батьком знаходилася в епіцентрі Другого Удару і була врятована ціною життя свого батька, через що у неї залишився шрам на тілі і психічна травма. Носить хрест як нагадування про батька. Служить в NERV не заради нагород і звань, а заради помсти і порятунку світу. Не боїться брати на себе відповідальність для захисту від Ангелів. Веде розпусний спосіб життя, рано вступила у сексуальні відносини з Каджі, якого вона кинула через те, що він нагадував їй батька. Постійно п'є пиво у великих кількостях, перекладає свої домашні обов'язки на підлеглих, не уміє готувати. Поселила у себе Шінджі і, пізніше, Аску. З ними також живе тепловодний пінгвін Пен-пен, домашня тварина Місато. 
Сейю: Міцуіші Котоно.

- Ріцко Акаґі (яп. 赤木リツコ) – очолює наукову діяльність NERV. Одна з небагатьох людей, посвячених у плани NERV і SEELE. Любить кішок. На початку серіалу — подруга Місато Кацураґі, познайомилися навчаючись в університеті. Іноді проявляє жорстокість і холоднокровність, як і Ґендо Ікарі. Обережно відноситься до чоловіків, зокрема до Рьоджі Каджі.
Сейю: Юріко Ямаґучі

- Рьоджі Каджі  – спеціальний агент SEELE, веде розвідку в Німеччині, з 2015 року переведений до Японії, штаб-квартири NERV. Крім своєї основної роботи, веде самостійне розслідування роботи NERV і SEELE. В кінці серіалу передає накопичену інформацію Місато Кацураґі. Практично весь серіал довірена особа Ґендо Ікарі. Відповідальний, товариський, легко сходиться з людьми, завжди складає враження спокійної і впевненої людини. Вельми велелюбний. Хобі — вирощування кавунів. 
Сейю: Ямадера Коічі

- Хюґа Макото (яп. 日向 マコト) – старший лейтенант оперативного штабу NERV. Його хобі читання манг. Хоча спочатку показує себе трохи наївним, але потім виявляється холоднокровним і дисциплінованим. Дуже вірний Місато, відчуває до неї теплі почуття. Один з трьох співробітників, що знаходяться на містку безпосередньо під управлінням Ґендо і Кодзо.
Сейю: Юкі Хіро

- Мая Ібукі (яп. 伊吹 マヤ) – старший лейтенант, адміністратор технічного відділу NERV, оператор MAGI. Працює разом з Ріцко Акаґі, яку вважає своїм вчителем і ідеалом. Скромна і сором'язлива. Під час битв Євангеліонів з Ангелами, стежить за станом пілотів і їх рівнями синхронізації і контролює їх взаємодію з машинами. Один з трьох співробітників, що знаходяться на містку безпосередньо під управлінням Ґендо і Кодзо.
Сейю: Мікі Наґасава

- Шіґеру Аоба (яп. 青葉 シゲル) – старший лейтенант, адміністратор відділу зв'язку і аналізу інформації NERV. Його хобі гра на гітарі. Організований і старанний. Один з трьох співробітників, що знаходяться на містку безпосередньо під управлінням Ґендо і Кодзо. 
Сейю: Коясу Такехіто

## Співробітники GEHIRN
- Юі Ікарі – дружина Ґендо Ікарі. Вчилася в університеті Кіото, отримала протекцію від професора Фуюцукі. Завдяки прекрасному інтелекту була представлена в SEELE, де отримала секретну інформацію про Другий удар. Вийшла заміж за Ґендо Рокобунґі (що згодом змінив прізвище на прізвище дружини). Має пряме відношення до винаходу Євангеліонів. Загинула при нез'ясованих обставинах у 2004 році. 
Сейю: Хаяшібара Меґумі.

- Наоко Акаґі (яп. 赤木 ナオコ) – мати Ріцко Акаґі. Працювала над проектом «Єва» разом з Юі Ікарі. Після того, як Юі зникла, стала коханкою Ґендо. До 2010 року створила суперкомп'ютер MAGI. Через деякий час після цього покінчила життя самогубством. 
Сейю: Міка Доі

- Кьоко Цепелін Сорю (яп. 惣流・キョウコ・ツェッペリン) – мати Аски. Була провідним фахівцем німецької філії GEHIRN, брала участь в розробці Євангеліона-02. Через невдалий експеримент стала психічно нестійкою. Покінчила життя самогубством. 
Сейю: Марія Кавамура

## Інші персонажі
- Кіл Лоренц (яп. キール・ローレンツ, (англ. Keel Lorentz)) – голова SEELE. Ховається за монолітом під номером 1. Дані про його минуле засекречені. Володіє твердими рисами обличчя, короткою сивою стрижкою, рішучим грубуватим голосом. Практично все тіло складається із різного типу інплантантів, носить футуристичну маску на очах. Використовує будь-які методи для досягнення своїх цілей, які неочевидні аж до кінця серіалу. Можливо найстаріша людина на планеті. 
Сейю: Муґіхіто

- Кенске Аіда (яп. 相田 ケンスケ) – однокласник Шінджі, завжди прагне підтримувати з ним і з іншими людьми гарні стосунки. Схиблений на військовій техніці і будь-якій апаратурі. Кенске пишається тим, що він знайомий з пілотом Євангеліона, а також мріє про те, щоб його самого призначили пілотом. Найкращий друг Тоджі. Володіє товариським характером, легко сходиться з людьми. Завдяки своїм комунікативним якостям здатний залагодити будь-яку неприємну ситуацію. Хобі — зйомка відеокамерою, ролеві битви, комп'ютерні технології. 
Сейю: Іванаґа Тецуя

- Хікарі Хоракі (яп. 洞木 ヒカリ) – староста класу Шінджі. Завжди охайна. Дуже відповідально відноситься до своїх обов'язків. Стає найкращою (можливо, єдиною) подругою Аски в Японії. Хоча спочатку Хікарі знаходиться у видимому конфлікті з Тоджі, потім вона зізнається Асці, що кохає його, але їй важко зізнатися в своїх почуттях. Хікарі доводиться піклуватися про двох молодших сестер, тому вона уміє багато що робити по домашньому господарству: зокрема, вона добре готує їжу. 
Сейю: Івао Джюнко

- Пен-Пен (яп. ペンペン) – тепловодний пінгвін, що живе у Місато як домашня тварина. Займає спеціально відведений для нього холодильник. Володіє надприродними для пінгвіна здібностями: Пен-Пен дивиться телевізор, сам приймає ванну, управляє своїм «житлом». Причина такої поведінки пояснена тільки в манзі: Місато говорить про те, що над Пен-Пеном проводили наукові досліди, після чого він став таким «розумним». На спині у Пен-пена можна спостерігати невеликий ранець а спереді невеликі бірку. 
Сейю: Хаяшібара Меґумі